# 孤立主義

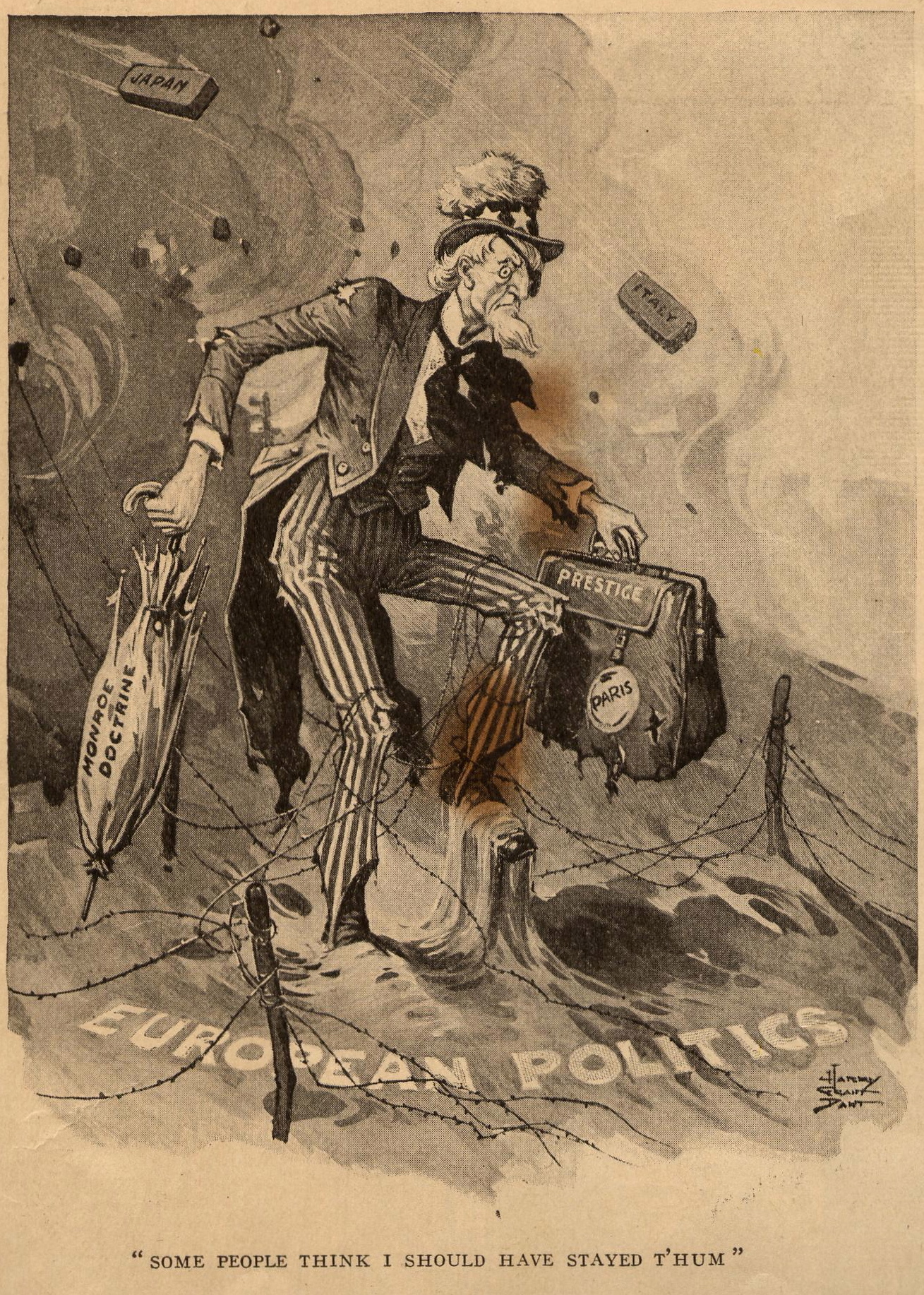
1919年の風刺画には「ヨーロッパ大陸の政治に巻き込まれて、傷だらけになったサムおじさんの姿」が描かれている。
下にはアメリカ英語の訛り混じりで「家に居ればいいって、誰かが言ったよね…」という言葉が記されている（「stayed T'Hum」とは、正式英語「stayed at home」の訛りである。）

孤立主義（こりつしゅぎ、英語: Isolationism）とは、他国との戦争、貿易、政治の関わりをできるだけ避ける政治哲学の1つである。

## 概要

### 定義
この「孤立主義」の考え方は、「本国を意図的に中立の立場に置くべきだ」とする思想に基づいており、具体的には貿易協定や軍事同盟などへの関与を、極力避けることを目的としている。
- 言い換えれば、文化的な交流や、外国の宗教・価値観に触れることといった軍事的な影響が無いにもかかわらず、それすら拒否する。
- また、他国との国益に合致する場合には、「一時的な軍事同盟や貿易協定を結ぶこと」を容認する余地がある。

### 使い分け
一方、政治学で「不干渉主義」という用語も存在する。
- 不干渉主義とは、強国が弱小国の内政や外交関係に干渉せず、特に軍事的関与を控えることを意味する[2]。
- その用語は、しばしば孤立主義と誤解されることがある[3]。
- 不干渉主義は「弱小国に介入しないこと」を重視する一方で、孤立主義は「強国に影響されないこと」を重視する。

しかしながら、孤立主義は「不干渉主義をより広い意味で捉えること」ができる。
- 孤立主義を採用する国は、本国と他国の強弱に関わらず、他国が引き起こす軍事的・政治的な国際問題への不介入を貫こうとする。また、経済面では保護主義を採用し、文化的・宗教的分野においても独自性を保持しつつ、本国の特色を維持しようとする[4]。

不干渉主義や孤立主義のような姿勢は、植民地主義や拡張主義、自由国際主義といったほかの外交哲学とは対照的なものと位置づけられる。

## 各国における孤立主義

### ブータン
ブータンでは、1999年までテレビとインターネットが禁止されており、これは国の文化や自然、そして独自のアイデンティティを守るための措置であった。しかし、その後、ジグミ・シンゲ・ワンチュク国王によってその禁止が解除された。その息子であるジグミ・ケサル・ナムゲル・ワンチュクが即位すると、ブータンは本格的に民主化の道を進み始める。絶対王政から立憲君主制、そして多党制の民主主義へと、少しずつ体制が変化していった。
実はブータンの民主化は、1950年代から徐々に進んでいたのである。法制度の改革から始まり、最終的には憲法が制定され、制度としてしっかりと形をなした。その過程では、歴代の国王たちが積極的に民主化を後押ししていた点が特徴的である。観光についてもブータンはかなり慎重であった。外国人観光客の受け入れが始まったのは1974年であり、それも自然や伝統文化を守るために、かなり厳格に制限されていた。
2021年の時点で、ブータンは「国連安全保障理事会」の常任理事国（米国、中国、ロシア、イギリス、フランス）とは、どことも正式な外交関係を結んでいない。特に中国とは、チベット独立に巡って長年にわたり緊張した関係が続いている。さらに、2022年の時点では、旅行者は宿泊費や食費とは別に、1日あたり200ドルの料金を支払う必要がある。それ以前は、ツアーガイドの同行が必須であり、個人で自由に移動することはできなかった。 

### カンボジア
1431年から1863年にかけて、カンボジア王国は孤立主義政策を採用しており、多くの外国との接触を禁じていた。 
その後、1975年4月17日にポル・ポト率いるクメール・ルージュが政権を掌握し、「民主カンプチア」を樹立すると、国内の都市住民はすべて地方へと強制移住させられた。プノンペンを含む全ての都市が対象となり、これはカンボジア共産党および秘密警察の指示によるものであった。かれらはその後、トゥール・スレン（S-21）と呼ばれる拷問施設内に悪名高い監獄を設置した。 この体制のもとで、いわゆる「ゼロ年政策（Year Zero）」が実行され、カンボジアはさらに国際社会との関係を断ち、徹底した孤立状態に向かった。 
しかしこの孤立主義体制も、1978年にベトナム軍がカンボジアへ侵攻し、翌1979年1月7日にポル・ポト政権を打倒したことで終焉を迎えた。　

### 中国
明代
15世紀、鄭和の大規模な遠征が行われた後、明王朝の対外政策は次第に孤立主義的な色を強めていた。1390年に「海禁」、すなわち海上貿易の全面禁止が命じられたが、この政策を最初に提案したのは洪武帝では無かった。「倭寇」と呼ばれる海賊集団が、日・中・韓の沿岸を荒らし回ったことが、海禁の主要な要因の一つとされているが、それでも限られた範囲内で海上活動は一部許されていた。 
清代
明王朝に続く、清王朝もましばしば海禁政策を実行していた。1757年の冬、乾隆帝は翌年から広州を唯一の外国との通商港として指定する旨を命じ、「一口通商の体制」（Canton System）が確立された。 
現代
中華人民共和国成立後、中ソ対立から米中国交正常化の間の時期は孤立的状況となっていた。
国民党率いる中華民国は台湾島に拠点を移した。中華人民共和国と中華民国は今なお、互いに主権を主張し続けている。現在、国際社会においては、国際連合や欧州連合をはじめとする多くの国々が大陸の中華人民共和国を「中国」として承認、15か国程度が台湾の中華民国を「中国」として承認しており、どちらとも相手方を承認した国とは国交断絶を行っている。　

### 日本
1641年から1853年にかけて、徳川幕府は「鎖国」と呼ばれる国全体を閉鎖する政策を敷いていた。この鎖国政策は、キリスト教と外国との接触をほとんど断ち切り、基本的には外国との交わりを禁じるものであった。ただし 実際には清代の中国、朝鮮王朝、琉球王国、そして日本内部のアイヌ民族とは一定の外交や交易を保っており、また、西洋の国々の中で唯一、オランダ共和国との通商が許されていた。 
このように制限された対外関係の中で、日本の文化は外部の影響を極力排し、文化の発展を遂げていった。そして、その結果として、天下泰平の世が長きにわたって続いた。江戸時代には「城下町」という場所を中心に、様々な都市が繁栄し、農業や国内貿易が盛んになり、商業の発展が顕著であった。賃金労働や識字率の向上、また、出版文化の広まりも見られ、幕府の権力が衰退しつつあったにも関わらず、近代化の礎が着実に築かれていった。

### 朝鮮半島
1863年、朝鮮王朝の高宗は幼少の身で即位を果たした。父である興宣大院君は、高宗が成年に達するまで、実質的に国を治めていた。1860年代の半ば、高宗は孤立主義を強く支持し、国内外のカトリック信者に対する迫害の主導者となった。
第二次世界大戦後、日本からの独立を契機に朝鮮半島は分裂し、北朝鮮では金日成が共産主義体制を樹立、中ソ対立の間で徐々に孤立主義的な方向に向かった。この体制は金日成の死後、その息子金正日に引き継がれた。

### パラグアイ
1814年、パラグアイは1811年5月14日に独立を果たした後、ホセ・ガスパール・ロドリゲス・デ・フランシアという独裁者の支配下に置かれた。フランシアは1814年から1840年にかけてその生涯を終えるまで、パラグアイの国境を封鎖し、貿易や外界との一切の関係を禁じていた。
独立直前に、パラグアイに移住してきたスペインの入植者たちは、古参の入植者や先住民のグアラニーと結婚し、単一のパラグアイ国民を形成することが求められた。その結果、フランシアは外国人に対して強い嫌悪感を抱いており、国に入ろうとした外国人は無期限で出国を許されなかった。独立心が強く、欧州の影響やキリスト教を嫌ったかれらは、外国人の侵入を防ぐために、教会の中庭を大砲の陣地に変え、告解室を国境の監視所に変えるという徹底ぶりをみせた。

## アメリカにおける孤立主義

### 背景と成り立ち
アメリカ合衆国が原則としたモンロー主義に代表される非干渉主義のもともとの始まりは、米国初代大統領ジョージ・ワシントンが離任に際しての告別演説の中で、「世界のいずれの国家とも永久的同盟を結ばずにいく事こそ、我々の真の国策である」と述べたことである。もちろん、厳密に言えば、これは「非同盟主義」の始まりである。
南北アメリカ大陸などのアメリカが権益を持っているところ以外の地域については、不干渉を原則とした。これは、アメリカは大洋の向こうにある国々と軍事的なかかわりを持つ必要が薄かったからである。また、移民国家であるアメリカに不必要な内紛が起こらないようにするためでもあった。
つまり、孤立主義は「アメリカ合衆国一国主義」「アメリカ合衆国単独行動主義」の消極的側面とも言える。モンロー主義の時代は南北アメリカ大陸の権益の独占を目指し先住民の掃討・米墨戦争をした「アメリカ合衆国一国主義」「アメリカ合衆国単独行動主義」の時代であるが、南北アメリカ大陸以外には不干渉の立場をとったため、ヨーロッパにとってはアメリカ合衆国の「孤立主義」の時代と言われる。
先住民掃討が完了した1890年の「フロンティア消滅宣言」前後からはアメリカ合衆国は太平洋にも権益を求め、米西戦争の結果キューバを保護国化し、フィリピン、プエルトリコ、グアム島などを植民地として取得しても、この原則は変わらなかった。

### 第一次世界大戦
1915年5月にルシタニア号事件、1917年1月にツィンメルマン電報事件が発生。同年4月、一転して建国以来の国是であった孤立主義を放棄し、アメリカは第一次世界大戦に参戦した。アメリカは協商国（英仏露など）に多額の借款を与えたがそのほとんどが返済されず、5万人以上の若者がヨーロッパ戦線で命を落とし、その結果できあがったベルサイユ体制は、ドイツにだけ責任を押し付けた矛盾があちこちで噴出し、アメリカ国民は幻滅していた。そして、アメリカ国民の80％以上、ワシントン議会の約75％はヨーロッパの戦いには非干渉の立場を取るべきだと考えていた。
第一次世界大戦後、ウッドロウ・ウィルソンの下で一時的に積極的な国際関係を構築しようとする動きがあった。しかし、アメリカ合衆国連邦議会が国際連盟への加盟を否決するなど、アメリカ国民の支持は得られなかった。

### 第二次世界大戦
対独戦争参戦を目論むフランクリン・ルーズベルト政権は、1940年9月4日、ヨーロッパ問題非干渉を主張する「アメリカ第一主義委員会」が設立され、同委員会の主催する集会は常に熱狂的な支持者で溢れたが、真珠湾攻撃によって、同委員会は活動を終息し、非干渉主義は一気に雲散霧消することになった。
その一方で孤立主義は、第二次世界大戦序盤、どうしても対独戦争に参戦したいアメリカ北東部の金融資本家を中心とした干渉主義者の影響下にあるメディアや政治家が、非干渉主義を支持する大多数の国民を批難するために、国民に強い罪悪感を植え付けようとして使い出したプロパガンダ用語であるとの指摘もある。

### 終焉
第二次世界大戦が始まっても孤立主義の支持は根強く、是非を問う論争が続いた。しかしながら、この論争は1941年12月7日（米国時間）の大日本帝国による真珠湾攻撃によって終息し、アメリカは第二次世界大戦に参戦した。そしてその勝利後にアメリカを待っていたのは、大戦を機に世界への軍事的影響力を増大させ、本格的に共産主義革命の輸出を目論む超大国へと成長したソビエト連邦だった。冷戦の時代の到来である。
長年に渡る孤立主義により、国力を蓄積・温存し、自らも全世界に影響力を持ち得る超大国となっていたアメリカは、東側陣営の拡大の脅威に直面して、「世界の警察官」の語に象徴される西側勢力の代表として内政干渉・覇権主義へと舵を切ることになった。

### 復活（新孤立主義）
ブッシュ政権
冷戦の終了後、「アメリカ帝国」「アメリカ合衆国単独行動主義」とも言われる傾向を強め、国際連合安全保障理事会決議なしのアフガニスタン紛争とイラク戦争を行うことになった。
オバマ政権
イラク戦争の失敗やアメリカの財政逼迫などの影響で、ネオコンが退潮し、軍事介入に消極的となりつつあった。2013年、シリア軍の化学兵器使用疑惑を受けて、バラク・オバマ米大統領はシリア内戦への軍事介入を示唆したが、イラク戦争を積極的に推進した共和党の議員の多数が反対。オバマ自身も、本心は軍事介入に消極的だったという指摘もあり、結局アメリカ軍の介入は当面見合わせることとなった。
しかし、この決断は軍事同盟国に波紋が広がっており、同盟国であるイスラエルは「いかなる脅威からも自己防衛できるよう力を強化しなければならない」（ベンヤミン・ネタニヤフ首相）とし、イランの核開発問題などで、もうアメリカを頼りにしない姿勢を打ち出した。同盟国である日本にもこの「新孤立主義」の影響は及び、民主党（現在は自民党）の長島昭久は、「米国が間髪入れず反撃する前提が崩れるなら抑止力低下で深刻」などと述べた。
日本では、オバマ政権下のアメリカを「内向き」「指導力不足」などという批判的な声が右派メディアからたびたび出た。
第1次トランプ政権
2016年のアメリカ大統領選の結果、孤立主義傾向が強いと看做される実業家のドナルド・トランプ（共和党）の支持が選挙戦を通して急速に広がり、出馬当初は泡沫候補と見做されていたが、大統領の座を現実に射止めて、関係国に懸念が広がった。
特に日本については、アメリカが無条件で日本や大韓民国を守るのは不公平という主張を彼は繰り返しており、仮にトランプが大統領になった場合、それまでアメリカの核の傘で国防を委託して経済活動に専念してきた日本にも甚大な影響を与える可能性が、かねてから示唆されていた。
このあまり予想していなかった事態を受けて、日本国政府は大統領選後、急ピッチで新政権との人脈構築、日米同盟の維持に向けた作業を行った。